# Dagmar von Wilcken
Dagmar von Wilcken (* 1958) ist eine deutsche Ausstellungsgestalterin.
Wilcken studierte bis 1987 Objektdesign und visuelle Kommunikation an der Hochschule der Künste Berlin.
Seit 1995 befasst sie sich schwerpunktmäßig mit dem Holocaust. Zu ihren bekanntesten Ausstellungen gehören Juden in Berlin – 1938–1945 im Berliner Centrum Judaicum (2000) und der 2005 eröffnete Ort der Information des Denkmals für die ermordeten Juden Europas in Berlin.